# Pinheiro (Maranhão)
Pinheiro, amtlich portugiesisch Município de Pinheiro, ist eine brasilianische Gemeinde im Bundesstaat Maranhão. Die Bevölkerungszahl wurde zum 1. Juli 2019 auf 83.387 Einwohner geschätzt, die auf einer Gemeindefläche von rund 1513 km² leben und Pinheirenser (pinheirenses) genannt werden. Die Hauptstadt São Luís ist 333 km entfernt. Pinheiro steht an 12. Stelle der 217 Munizips des Bundesstaates.
Die Wirtschaft ist geprägt von Landwirtschaft und Viehzucht. In der Gemeinde liegt der Rio-Pericumã-Stausee (Barragem do Rio Pericumã), Hauptfluss ist der Rio Pericumã.

## Geographie
Umliegende Gemeinden sind Santa Helena, Bequimão, Presidente Sarney, São Bento, Peri Mirim und Palmeirândia.
Die Gemeinde hat tropisches Klima, Aw nach der Klimaklassifikation nach Köppen und Geiger. Die Durchschnittstemperatur ist 27,1 °C. Die durchschnittliche Niederschlagsmenge liegt bei 1911 mm im Jahr.

## Söhne und Töchter der Stadt
- José Sarney (* 1930), Politiker, Präsident der Republik und Schriftsteller